# Kari Skjønsberg

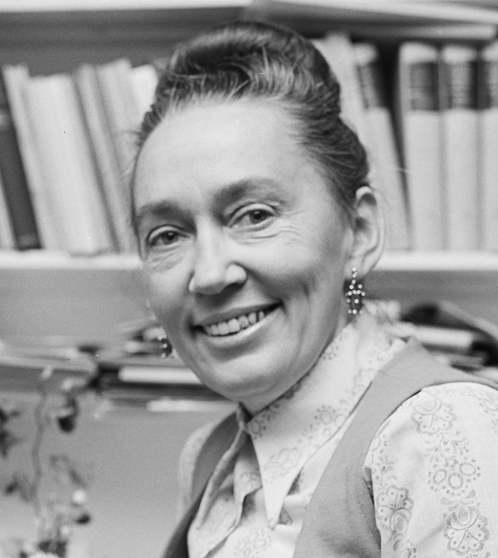
Kari Skjønsberg

Kari Skjønsberg (* 19. Januar 1926 in Oslo; † 6. Januar 2003 ebendort) war eine norwegische Literaturwissenschaftlerin, Frauenrechtlerin und Politikerin der sozialdemokratischen Arbeiderpartiet.

## Karriere
Skjønsberg erhielt 1953 ihren mag.art. an der Universität Oslo mit einer Dissertation über die Entwicklung norwegischer Kindergeschichten bis hin zu Dikken Zwilgmeyer. In den 1950er und 1960er Jahren war sie wissenschaftliche Mitarbeiterin an der Universität und Literaturkritikerin bei Arbeiderbladet und Verdens Gang. Ab 1968 war sie Dozentin/außerordentliche Professorin für Kinderliteratur an der damaligen Statens bibliotekskole/Statens bibliotekhøgskole (heute Oslomet). Sie erhielt 1987 den Bastian-Preis für Kinder- und Jugendliteratur. Außerdem hatte sie Positionen im Norwegischen Kulturrat inne. Eines ihrer zentralen Forschungsthemen war die Darstellung der Geschlechterrollenmuster in der Kinderliteratur. 1983 gab sie eine feministische Auswahl norwegischer Volksmärchen heraus. Ansonsten schrieb sie über populäre Literatur, Adaptionen und andere Themen.

## Politik
Sie war von 1972 bis 1978 Präsidentin der Norsk Kvinnesaksforening (NKF); zuvor war sie ab 1970 Mitglied des Landesvorstandes und ab 1967 Mitglied des Vorstandes der Osloer Abteilung der NKF. Als NKF-Präsidentin hielt sie an der Gleichstellungspolitik und dem liberalen Gesellschaftsbild der NKF fest und setzte sich insbesondere für die rechtliche Verankerung der Gleichstellungsarbeit durch das Gleichstellungsgesetz und die Einrichtung der 1978 eingeführten Gleichstellungsombuds ein.
Von 1978 bis 1983 war sie Mitglied des staatlichen Gleichstellungsrats, die von der Regierung ernannt war.
Sie wurde in den 1970er Jahren Mitglied der Arbeiderpartiet und war von 1980 bis 1983 Mitglied des Stadtrats von Oslo.

## Familie
Sie wuchs in Oslo auf und war Tochter des CEO von Gjensidige Gunnar Skjønsberg. Sie war die jüngere Halbschwester des Anwalts und Schifffahrtsministers Tor Skjønsberg.

## Publikationen
- Historie og samfunn : åtte artikler 1956–1991. Oslo, 1995. ISBN 82-579-0049-4
- Kjønnsroller og leserroller : åtte artikler 1962–1992. Oslo, 1995. ISBN 82-579-0048-6
- 7 papers on children's literature 1985–1994 : in English, Deutsch, Français. Oslo, 1995. ISBN 82-579-0050-8
- Ti artikler om barne- og ungdomslitteratur 1973–1993. Oslo, 1993.
- «Norsk barnelitteratur på 1800-tallet» I: (Finlands barnboksinstitut. Skrifter ; 3). ISBN 951-99468-8-8
- Hvor var kvinnene? : elleve kvinner om årene 1945–1960. Gyldendal, 1979
- Hvem forteller? : om adaptasjoner i barnelitteratur. Tiden, 1979. ISBN 82-10-01836-1
- Fernanda Nissen. Tiden, 1978 ISBN 82-10-01595-8
- Kjønnsrollemønster i skandinaviske barne- og ungdomsbøker. Kopenhagen: Gyldendal, 1977. ISBN 87-01-51371-0
- Camilla Collett. Tiden, 1976 ISBN 82-10-01175-8
- Gavnlige og morende Fortællinger for Børn : Et utvalg av eldre norsk barnelitteratur. Aschehoug, 1974. ISBN 82-03-05296-7
- Mannssamfunnet midt imot. Norsk kvinnesaksdebatt gjennom tre «mannsaldre». Gyldendal, 1974 ISBN 82-05-06262-5
- Kjønnsroller, miljø og sosial lagdeling i barnelitteraturen. Universitetsforlaget, 1972 ISBN 82-00-08839-1